# 와다 에이사쿠
와다 에이사쿠(일본어: 和田英作, 1874년 12월 23일 ~ 1959년 1월 3일)는 일본의 서양화가이다. 아버지는 사쓰마번 출신의 목사 와다 슈호(和田秀豊)이고, 동생은 일본 제국 해군 중장 와다 히데호(和田秀穂)이다.

## 생애
가고시마현 다루미즈시에서 와다 슈호의 장남으로 태어났다. 목사 다무라 나오오미(田村直臣)이 도쿄에 세운 자영관(自営館)에서 기숙하였고, 도모에 소학교(鞆絵小学校), 메이지 학원(明治学院)을 거쳐 도쿄미술학교(東京美術学校)에서 공부하였다. 하라다 나오지로(原田直次郎)와 구로다 세이키에게 사사받았다. 도쿄미술학교에 서화과가 개설되자 조교수에 취임하지만 곧 사임하였고, 같은 학교 4학년에 편입하여 졸업하였다. 문부성 유학생으로 유럽에 유학을 갔다가 1903년에 귀국하여 도쿄미술학교 교수가 되었고, 1932년에 도쿄미술학교 교장으로 취임하였다. 1943년에 문화훈장을 수여받았다.
와다 에이사쿠의 작품으로 메이지 천황을 기념하기 위한 성덕기념회화관에 그려진 《헌법공포식》과 게이오기주쿠 대학 도서관의 스테인드 글라스(원화)가 있다.

## 같이 보기
- 자포니즘